# 20517 Judycrystal
20517 Judycrystal è un asteroide della fascia principale. Scoperto nel 1999, presenta un'orbita caratterizzata da un semiasse maggiore pari a 2,6501666 UA e da un'eccentricità di 0,0390271, inclinata di 21,29305° rispetto all'eclittica.